# Hugon Babel
Hugon Babel, także jako (Hugo) de Babel von Fronsberg (ur. 12 września 1878 w Tullnerbach, zm. 1940 w ZSRR) – podpułkownik żandarmerii i piechoty Wojska Polskiego, ofiara zbrodni katyńskiej.

## Życiorys
Urodził się 12 września 1878 w Tullnerbach. Był synem Franciszka (urzędnik kolejowy) i Marii z domu Seidler. Został absolwentem Seminarium Nauczycielskiego Męskiego we Lwowie, gdzie w 1897 zdał egzamin dojrzałości. Wstąpił do c. i k. armii, odbywając przez rok służbę wojskową od października 1897 do 1898 w 80 pułku piechoty. Po zaliczeniu egzaminu oficerskiego postanowił pozostać zawodowym żołnierzem. Od 1 października 1898 był dowódcą plutonu w macierzystym pułku. Mianowany chorążym 1 stycznia 1899, a potem podporucznikiem 18 sierpnia 1899. Od 20 października 1904 służył w austriackiej żandarmerii. Został komendantem oddziału żandarmerii w Tarnopolu, później sprawował analogiczne stanowiska w Nowym Sączu, Jarosławiu, Zaleszczykach, Ropczycach, a po mianowaniu porucznikiem z 1 listopada 1909, także w Sokalu (1911), Drohobyczu, od 1912 w Żółkwi.
Od 1 do 13 sierpnia 1914 w czasie wybuchu I wojny światowej pełnił funkcję referenta służby bezpieczeństwa w Komendzie Garnizonu w Żółkwi. Następnie skierowany na front, od 1 września był dowódcą kompanii, a następnie dowódcą batalionu, w szeregach w których służyli żandarmi i strażnicy skarbowi. Awansowany na stopień rotmistrza 1 listopada 1914. Później od 21 sierpnia 1915 pełnił funkcję referenta w sztabie 4 Armii, potem w 1 Armii. Od 20 lipca 1915 sprawował stanowiska dowódcy oddziałów żandarmerii w Żółkwi i w Stanisławowie. U kresu wojny w 1918 był okręgowym komendantem żandarmerii w Przemyślu.
19 lutego 1919 został przyjęty do Wojska Polskiego z dniem 1 listopada 1918 z byłej armii austro-węgierskiej, z zatwierdzeniem posiadanego stopnia rotmistrza, i przydzielony służbowo do Dowództwa Żandarmerii Okręgu Wojskowego Przemyśl. Od 5 września 1919 był referentem personalnym Kierownictwa Organizacji Żandarmerii w Ministerstwie Spraw Wojskowych. Od 12 lipca (według innego źródła od 21 kwietnia) 1920 do 7 lutego 1921 był dowódcą dywizjonu żandarmerii wojskowej nr 3 w Kielcach. 30 września 1919 został awansowany do stopnia podpułkownika żandarmerii z dniem 1 kwietnia 1920. W charakterze zastępstwa od 8 listopada 1920 był p.o. dowódcy dywizjonu żandarmerii nr 8 w Grudziądzu. Od 3 marca (według innej wersji od 11 stycznia) do 16 czerwca 1921 dowódcą 2 dywizjonu żandarmerii w Lublinie. 
W wydaniu z 27 września 1919 czasopisma „Myśl Niepodległa” ukazał się niepodpisany artykuł, którego autor dokonał krytyki przyjmowania do Wojska Polskiego byłych funkcjonariuszy (austriackiego) „państwa policyjnego” określonych jako „antyki kajzerlikowskie” (opisani zostali m.in. gen. mjr Eugeniusz Dąbrowiecki, płk Emil Tintz, rtm Babel von Fronsberg, rtm Zygmunt Manowarda). Hugonowi Babelowi zarzucono, że służąc w żandarmerii austriackiej w Żółkwi po wycofaniu się wojsk rosyjskich w okresie na przełomie 1915/1916 miał dokonywać rzekomo bezpodstawnych oskarżeń o sprzyjanie Rosjanom i zdradę stanu, w wyniku czego całe rodziny miały być wywożone do obozu internowania w Talerhof. Opisani w artykule oficerowie wytoczyli „Myśli Niepodległej” procesy sądowe na przełomie 1919/1920. W tej sprawie Oficerski Trybunał Orzekający wszczął dochodzenie. Na podstawie orzeczenia OTO został skreślony z listy oficerów Wojska Polskiego w dniu 25 lipca 1921, jednak po przeprowadzeniu kolejnego postępowania został zrehabilitowany w dniu 27 kwietnia 1923. 
Został zweryfikowany w stopniu podpułkownika ze starszeństwem z dniem 1 czerwca 1919 roku w korpusie oficerów rezerwowych żandarmerii. Z dniem 20 listopada 1923 jako oficer rezerwy został powołany do służby czynnej i mianowany na stanowisko zastępcy dowódcy 4 dywizjonu żandarmerii w Łodzi. Od sierpnia 1924 był leczony w Szpitalu Okręgowym w Warszawie na gruźlicę kości, a przebywał na rehabilitacji. 20 marca 1925 został przeniesiony z korpusu oficerów rezerwy żandarmerii do korpusu oficerów rezerwy piechoty z równoczesnym wcieleniem ze starszeństwem z dniem 1 czerwca 1919 roku i 41,3. lokatą do 29 pułku Strzelców Kaniowskich w Kaliszu, i równoczesnym odkomenderowaniem do Powiatowej Komendy Uzupełnień Kalisz celem odbycia praktyki poborowej. W październiku 1925 został przeniesiony służbowo do Powiatowej Komendy Uzupełnień Lwów Miasto na okres czterech miesięcy. 31 stycznia 1926 został przeniesiony w stan spoczynku (zamieszkiwał wówczas przy ulicy Sadownickiej 22). W 1928 jako emerytowany oficer zamieszkiwał we Lwowie. W 1934 jako podpułkownik w stanie spoczynku był przydzielony do Oficerskiej Kadry Okręgowej nr VI jako „oficer w dyspozycji dowódcy O.K. VI” i pozostawał wówczas w ewidencji Powiatowej Komendy Uzupełnień Lwów Miasto.
W wyborach samorządowych z maja 1939 ubiegał się o mandat radnego Rady Miasta Lwowa startując z Listy Katolicko-Narodowej i został zastępcą radnego. Nie założył rodziny.
Po wybuchu II wojny światowej i agresji ZSRR na Polskę z 17 września 1939 na terenach wschodnich II Rzeczypospolitej został aresztowany przez Sowietów we Lwowie i osadzony w jednym z tamtejszych więzień. W 1940 został zamordowany przez NKWD. Jego nazwisko znalazło się na tzw. Ukraińskiej Liście Katyńskiej opublikowanej w 1994 (został wymieniony na liście wywózkowej 55/5-5 oznaczony numerem 64). Ofiary tej części zbrodni katyńskiej zostały pochowane na otwartym w 2012 Polskim Cmentarzu Wojennym w Kijowie-Bykowni.

## Odznaczenia
- Odznaka Honorowa „Orlęta”[6]
- Gwiazda Przemyśla[6]
- Order Franciszka Józefa[6]
- Srebrny Medal Zasługi Wojskowej z mieczami
- Brązowy Medal Zasługi Wojskowej z mieczami[6]